# Odontomyia bekily
Odontomyia bekily är en tvåvingeart som beskrevs av Norman E. Woodley 2001. Odontomyia bekily ingår i släktet Odontomyia och familjen vapenflugor.
Artens utbredningsområde är Madagaskar. Inga underarter finns listade i Catalogue of Life.